# Great American Songbook

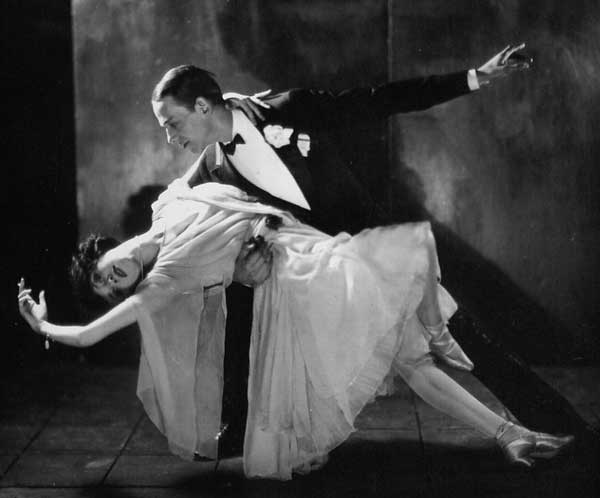
Адель і Фред Астер в бродвейській постановці

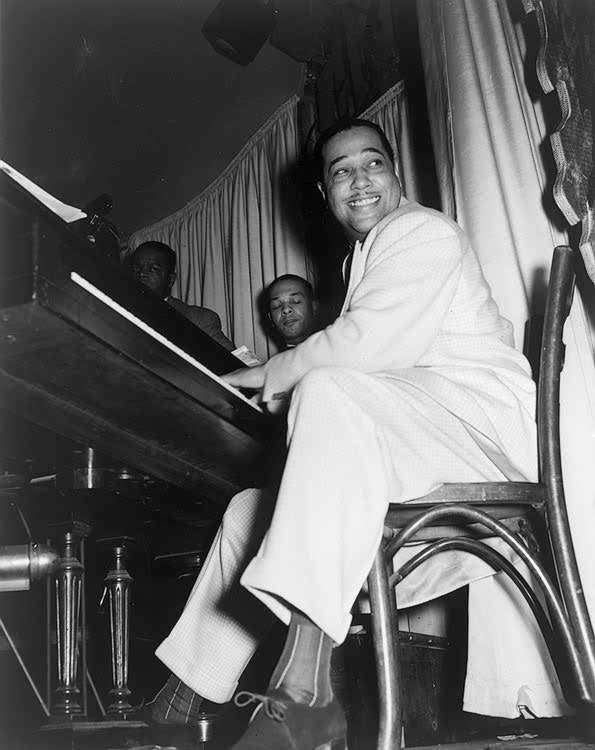
Дюк Еллінгтон в 1943 р. в клубі «Харрикейн»

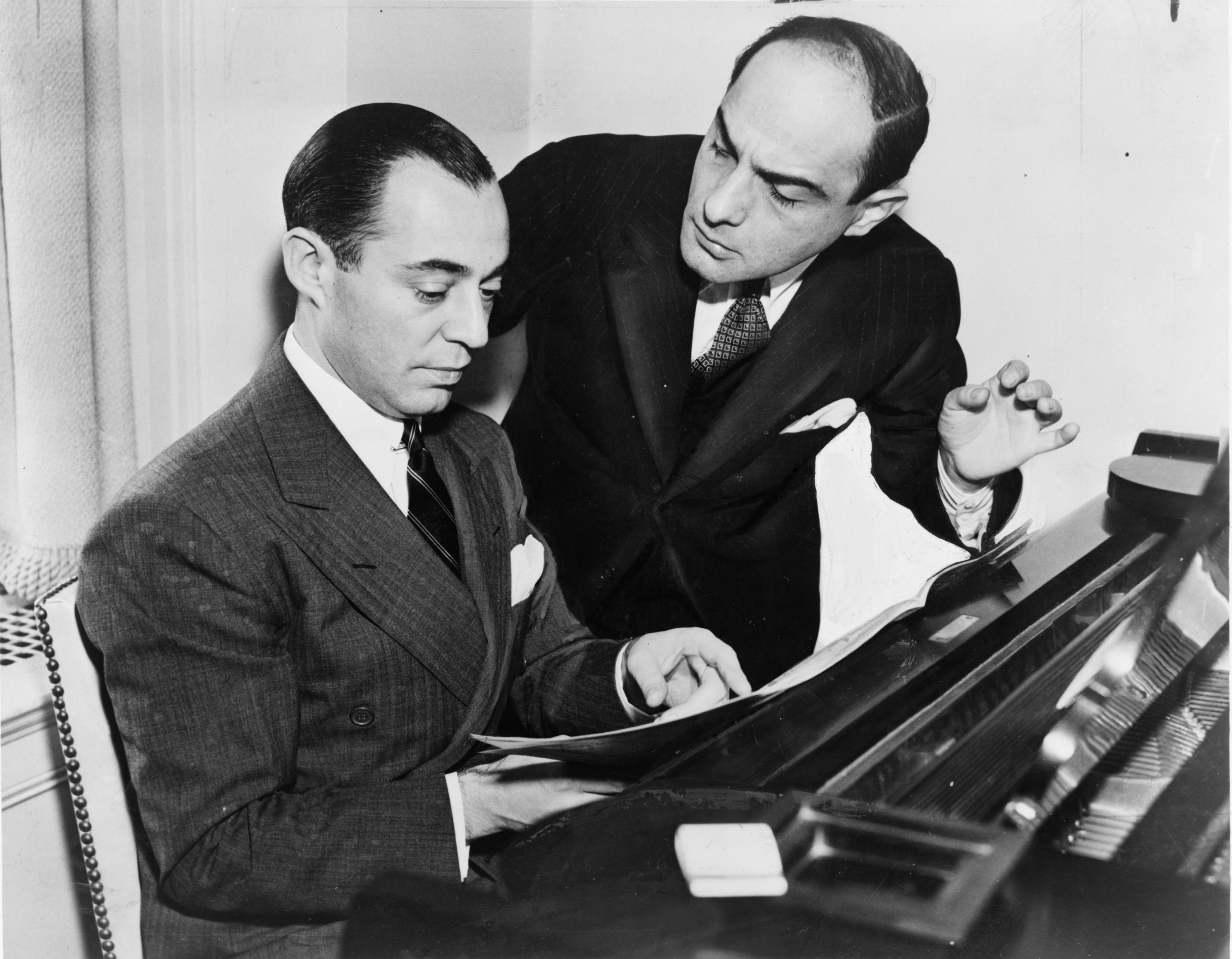
Роджерс і Харт

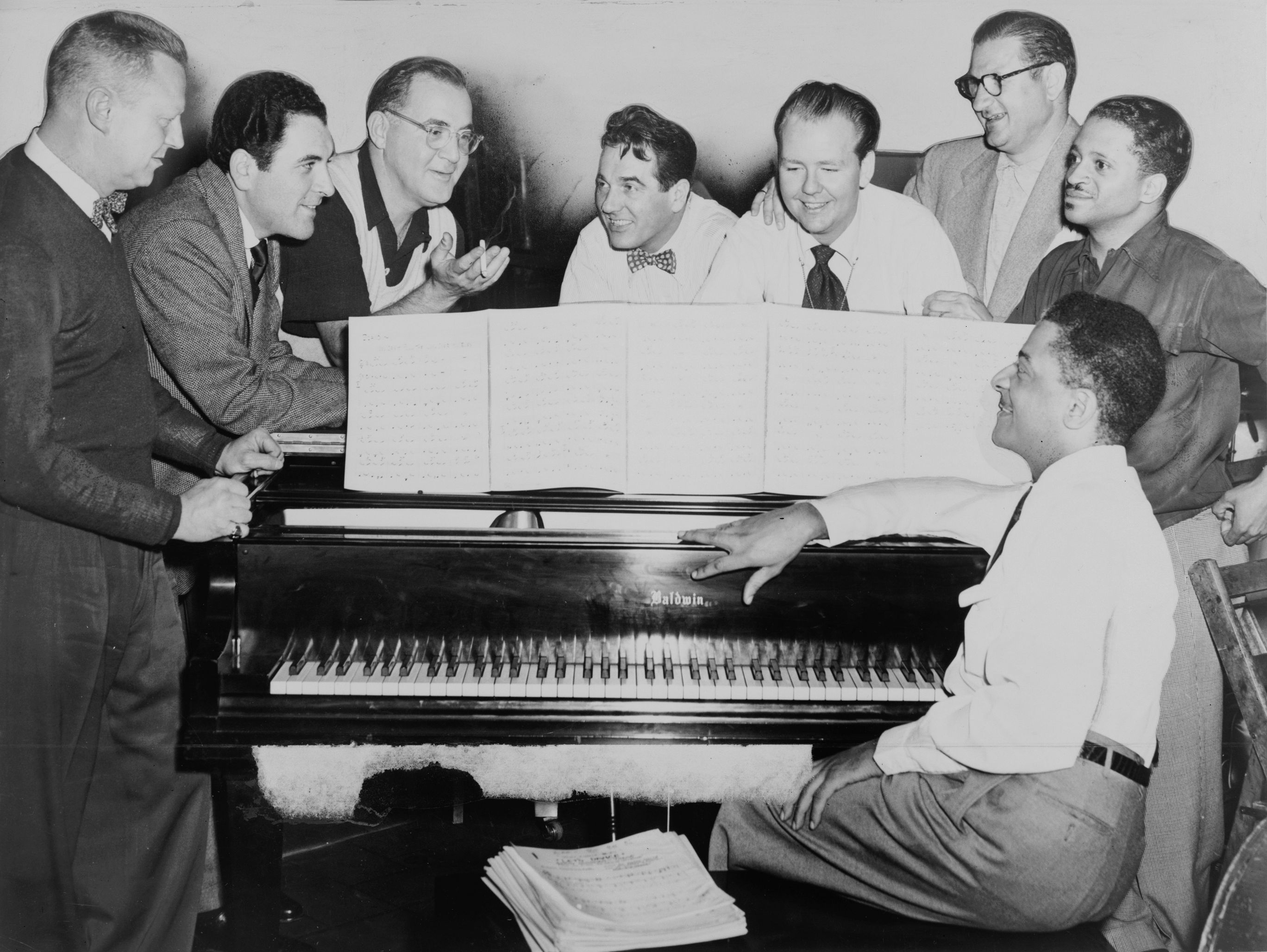
Бенні Гудмен з музикантами

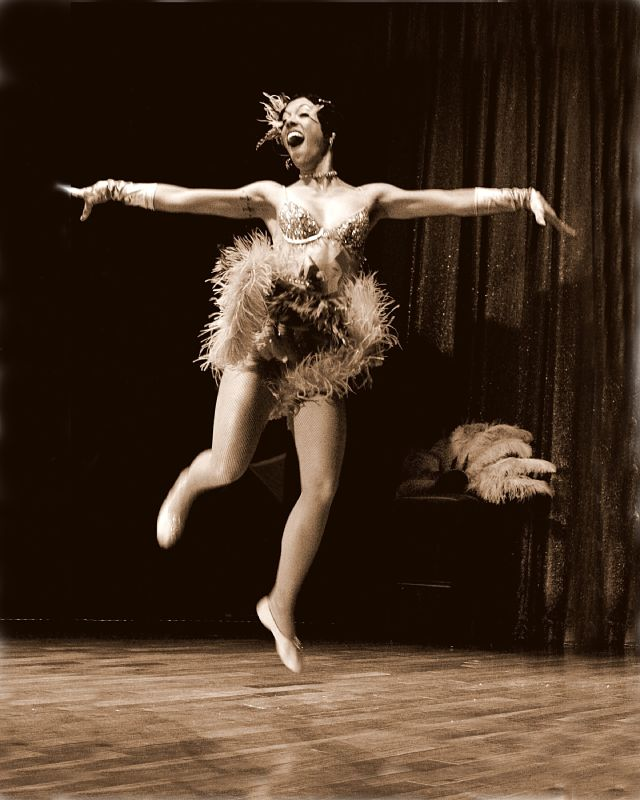
Танцівниця Лу-Лу ЛаКруа

Great American Songbook, GAS (укр. «Великий Американський Пісенник») — збірний термін для ряду американських пісень, написаних з 1920-х по 1960-ті роки для бродвейських мюзиклів, голлівудських кінофільмів і студій Тін Пен Еллі. Ці пісні й сьогодні лишаються основою джазового репертуару (т.зв. джазовий стандарт), приваблюючи неперевершеною якістю музики й текстів у їх гармонічному поєднанні. Вважається, що епоха у музиці, що народила ці пісні, закінчилася у 1960-х рр. з розквітом рок-н-ролу.

## Автори
«Great American Songbook» не є канонічним списком пісень чи їх авторів, проте загально прийнято до їх числа відносять наступних творців: 
- Гарольд Арлен (музика), Тед Кохлер (слова)
  -  I Gotta Right to Sing the Blues
- Ірвінг Берлін
  -  Puttin' on the Ritz
- Хоугі Кармайкл
  -  Skylark
- Дюк Еллінгтон
  -  I'm Beginning to See the Light
- Джордж Гершвін (музика) і Айра Гершвін (слова)
  -  Our Love Is Here to Stay
- Джером Керн
  -  Smoke Gets in Your Eyes
- Джонні Мендел
  -  The Shadow of Your Smile
- Джонні Мерсер
  -  Jeepers Creepers
- Коул Портер
  -  My Heart Belongs to Daddy
- Роджерс і Харт (музика і слова)
  -  This Can't Be Love
- Роджерс і Хаммерстайн (музика і слова)
  -  My Favorite Things
- Джиммі ван Х'юзен
  -  Imagination

### Критика
Основоположною працею, що окреслила коло класиків американської естради стала книга Алекса Вайлдера
«Songbook, American Popular Song: The Great Innovators, 1900-1950». Основний наголос Уайлдер робить на вивчення творчості композиторів. 
- Шість композиторів удостоїлися шести окремих глав, це Керн, Берлін, Гершвін, Роджерс, Портер і Арлен.
- Ще одна глава присвячена двом композиторам — Вінсент Юманс і Артур Шварц і ще одна — трьом — Бартон Лейн, Х'ю Мартін і Вернон Дьюк.
- Одну главу Вайлдер присвячує композиторам, яким він дає визначення «Великий ремісник», це — Хоугі Кармайкл, Волтер Дональдсон, Гаррі Воррен, Айшем Джонс, Джиммі Макх'ю, Дюк Еллінгтон, Фред Елерт, Річард А. Вайтінг, Рей Ноубл, Джон Грін, Руб Блум і Джиммі ван Х'юзен.
- Остання глава має назву «Окремі видатні композиції: з 1920 по 1950 рік», що включає окремі твори, написані композиторами «однієї пісні», однак цілком відповідні, на думку критика, канону.

Список Вайлдера суб'єктивний, сфокусований більше на композиторах, ніж на авторах текстів пісень, проте, його робота виявилася вкрай впливової й багато в чому відповідає концепції більшості про стандарт великої американської пісні.
Певна проблема полягає у відповідності канону ряду пісень, написаних у 2-й половині XX століття із завершенням «золотого віку» бродвейського мюзикла. Хоча Great American Songbook закінчується з появою рок-н-ролу (сам Вайлдер зупинився на 1950-му році), творчість ряду пізніших композиторів, таких як Генрі Манчіні, Берт Бакара та А.Жобім розглядають достойним продовженням Songbook.

## Структура пісень
Більшість пісень написано по типу «куплет-приспів». Куплет характеризується вільною структурою, розмовними римами і темпом рубато. Завдяки куплету слухач переходить від навколишнього реалістичного, часом важкого життєвого контексту до більш захопливого світу пісні. У ньому часто присутні характерні, знакові рядки, які мають відношення до сюжету мюзиклу, до якого належить пісня.
Центральним елементом пісні є приспів. Звичайно він має структуру рим AABA або ABAC; тема приспіву звичайно більше розпливчаста, чим куплетів, звичайно вони розповідають про любовні перипетії. Завдяки цьому подібні пісні легко вилучалися з мюзиклів і виконувалися як самостійні твори, або ж уставлялися в інші мюзикли. Крім того, лише деякі пісні завжди виконуються в первісному, повному варіанті, з усіма куплетами, оскільки значна частина куплетів може бути зрозумілі слухачами лише в загальному контексті п'єси або фільму. Крім того, цілісність пісні часто залежить від волі виконавців — наприклад, Френк Сінатра ніколи не виконував «In Other Words» з куплетами, а Тоні Беннет виконував.
Незважаючи на вузьке коло тем і настроїв, з якими оперували творці цього стилю пісень, їм удалося досягти такого прекрасного союзу слів і музики, що вони дотепер залишаються еталоном. Найкращі віршотворці цього періоду спеціалізувалися на дотепних, вишуканих віршах, з несподіваними й дивовижними римами; мелодії цих пісень легко запам'ятовуються (вони могли бути і пентатонічними, як у Гершвіна, і хроматичними, як у Портера).

## Виконавці
Починаючи з 1930-х років багато співаків і музиканти з успіхом виконували й записували пісні з Great American Songbook, що зробило їх у невід'ємною частиною джазової культури, а також частиною легкої музики наших днів.
Елла Фіцджеральд записала популярну і досить впливову серію альбомів «Songbook» у 1950-60-х роках, кожен диск якої був присвячений творчості одного з композиторів даного періоду; усього серія включила 252 пісень Great American Songbook. Серед інших відомих співаків виділяють таких як: Сара Вон, Нет Кінг Коул, Фред Астер, Бінг Кросбі, Тоні Беннетт, Джуді Гарланд, Френк Сінатра, Еді Горме, Стів Лоуренс, Джонні Матіс, Розмарі Клуні, Барбра Стрейзанд (ранній репертуар), Семмі Девіс молодший, Пеггі Лі, Діна Шоур, Кармен МакРей, Біллі Холлідей, Перрі Комо, Дайна Вашингтон, Ніна Сімон, Боббі Шорт, Вік Демон, Блоссом Дірі, Клео Лейн, Джек Джонс, Боббі Дарін, Дін Мартін, Мел Торме і Ел Джолсон.